# U-Bahnhof Lattenkamp

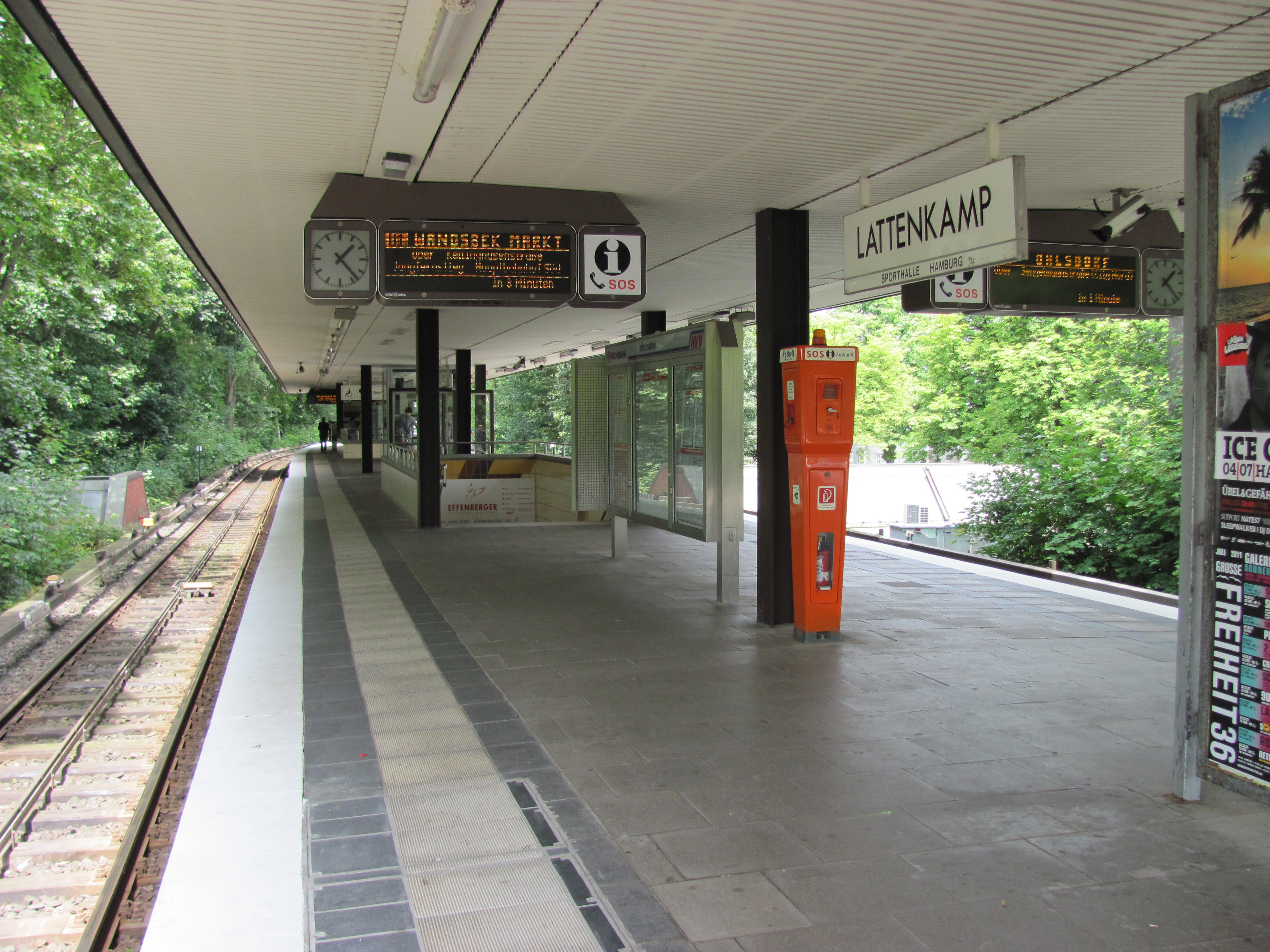
Bahnsteig, Blick Richtung Norden

Der U-Bahnhof Lattenkamp ist eine Haltestelle der Hamburger U-Bahn-Linie U1 im Stadtteil Winterhude. Das Kürzel der Station bei der Betreiber-Gesellschaft Hamburger Hochbahn lautet „LA“. Der U-Bahnhof hat täglich 16.773 Ein- und Aussteiger (Mo–Fr, 2019) und trägt den Beinamen (Sporthalle).

## Anlage
Der U-Bahnhof liegt parallel zur namensgebenden Straße Lattenkamp im Osten und der Bebelallee im Westen, einige Meter nördlich der quer dazu verlaufenden Straße Meenkwiese. Die Anlage verfügt über einen Mittelbahnsteig in Dammlage. Etwa mittig führen zwei Treppen und ein Aufzug in das auf Straßenniveau liegende Zugangsgebäude. Südlich des Bahnsteigs gibt es einen Gleiswechsel, der heute vorwiegend zum Wenden von Zügen bei Betriebsstörungen genutzt wird.

## Geschichte
Der U-Bahnhof Lattenkamp wurde in den Jahren 1912 und 1913 im Rahmen des Baus einer Hochbahnstrecke von Kellinghusenstraße nach Ohlsdorf errichtet, die heute Teil der Linie U1 ist. Das Stationsgebäude mit dem Zugang zum Bahnsteig lag ursprünglich an der Meenkwiese. Anfang der 1980er Jahre wurde etwa unter der Mitte des Bahnsteigs ein Tunnel mit Treppenaufgängen zu den Zügen errichtet. Der ursprüngliche Eingang wurde geschlossen und abgerissen.

## Anbindung
Am U-Bahnhof Lattenkamp gibt es Anschluss zu insgesamt fünf Stadtbuslinien sowie eine Station zum Ausleihen von Stadträdern.
In unmittelbarer Nähe zum Bahnhof befindet sich ein P+R-Parkplatz.
| Linie | Verlauf |
| ----- | --- |
| U 1   | Norderstedt Mitte – Richtweg – Garstedt – Ochsenzoll – Kiwittsmoor – Langenhorn Nord – Langenhorn Markt – Fuhlsbüttel Nord – Fuhlsbüttel – Klein Borstel – Ohlsdorf – Sengelmannstraße (City Nord) – Alsterdorf – Lattenkamp (Sporthalle) – Hudtwalckerstraße – Kellinghusenstraße – Klosterstern – Hallerstraße – Stephansplatz (Oper/CCH) – Jungfernstieg – Meßberg – Steinstraße – Hauptbahnhof Süd – Lohmühlenstraße – Lübecker Straße – Wartenau – Ritterstraße – Wandsbeker Chaussee – Wandsbek Markt – Straßburger Straße – Alter Teichweg – Wandsbek-Gartenstadt – Trabrennbahn – Farmsen – Oldenfelde – Berne – Meiendorfer Weg – Volksdorf / Streckenast Ohlstedt – Buckhorn – Hoisbüttel – Ohlstedt \ Streckenast Großhansdorf – Buchenkamp – Ahrensburg West – Ahrensburg Ost – Schmalenbeck – Kiekut – Großhansdorf |